# 乙訓王
乙訓王（おとくにおう/おとくに の おおきみ、生没年不詳）は、奈良時代の皇族。系譜は不明だが、豊野出雲同様に鈴鹿王の系譜に連なるものだとする説がある。官位は従五位下・大膳亮。

## 経歴
称徳朝の天平神護2年（766年）12月、西大寺行幸の際に、清原王・気多王・梶島王とともに无位から従五位下に叙せられる。天平神護3年（767年）、奈貴王の後任の正親正に任ぜられるが、神護景雲3年、奈貴王が再度正親正となり、官職を退いている。、
この時のことかどうかは分からず、理由は不明であるが、上述の清原王とともに官位を剥奪されたらしく、光仁朝の宝亀2年（771年）、清原王とともに无位から本位の従五位下に復し、宝亀9年（778年）2月、大膳亮に任ぜられる。この時の大膳大夫は菅生王。翌10年（778年）、三島嶋麻呂に官職を譲ってからの経歴は不明。

## 官歴
『続日本紀』による。
- 天平神護2年（766年） 12月12日：従五位下
- 天平神護3年（767年）5月14日:正親正
- 神護景雲3年（769年）10月10日：散位?
- 宝亀2年（771年） 3月28日：従五位下（復位）
- 宝亀9年（778年） 2月23日：大膳亮
- 宝亀10年（779年） 11月28日：散位?